# Arvidsjaur (gemeente)
Arvidsjaur (Samisch: Árviesjavvrie) is een Zweedse gemeente in het landschap Lapland. De gemeente behoort tot de provincie Norrbottens län. Ze heeft een totale oppervlakte van 6169,7 km² en telde 6894 inwoners in 2004. Hoofdplaats is de gelijknamige plaats.

## Plaatsen

### Tätorter
| Nr. | Plaats              | Inwoneraantal (2005) |
| --- | ------------------- | -------------------- |
| 1   | Arvidsjaur (plaats) | 4 644                |
| 2   | Glommersträsk       | 306                  |
| 3   | Moskosel            | 299                  |

### Småorter
| Nr. | Plaats      | Inwoneraantal (2005) |
| --- | ----------- | -------------------- |
| 1   | Abborrträsk | 143                  |
| 2   | Lauker      | 77                   |
| 3   | Auktsjaur   | 63                   |
| 4   | Järvträsk   | 51                   |